# Enya
|  | Per a altres significats, vegeu «Enya (desambiguació)». |

Enya   (Gaoth Dobhair, 17 de maig de 1961), pseudònim d'Eithne Pádraigín Ní Bhraonáin, és una cantant i compositora irlandesa de música New Age.

## Biografia
Pertany a una família de músics, l'any 1982 es va unir a Nicky i Roma Ryan amb la intenció de compondre bandes sonores per a pel·lícules: el primer encàrrec important que va rebre va ésser pel documental britànic The Celts emès cap al 1987 per la BBC. L'èxit arribà amb la publicació de Watermark (1988), que va donar lloc a l'esquema general que prendrien els seus discs.
Juntament amb alguns instrumentals, acostuma a tenir un lloc a la cançó en la seva llengua materna, el gaèlic, i de tant en tant en llatí. Tanmateix, ha fet petites incursions en altres idiomes, com ara el gal·lès, l'espanyol, les llengües imaginàries d'El Senyor dels Anells o, més recentment, el japonès. Tot i això mai ha deixat de banda l'anglès. La varietat lingüística, va acompanyada de varietat musical amb un to relaxant (o ambiental) en la major part de les seves cançons.
Els seus discs, construïts de vegades partint de melodies atomitzades, entusiasmen els seus seguidors, encara que també provoquen rebuig entre els seus detractors, i això comporta que no hi acostumi a haver una opinió equànime entre ambdues parts. Una de les característiques de les composicions d'Enya resideix en realitzar gravacions per superposició de veus modificades mitjançant sintetitzadors que continuen sonant diferent al que es publica en el món de la música moderna o lleugera.
A diferència d'altres cantants actuals, Enya compon i produeix les seves pròpies obres, porta fent aquest treball des del 1987 i encara continua traient col·leccions al mercat, cosa que no està a l'abast de tots els cantants actuals. Una altra diferència entre Enya i altres artistes de música lleugera o moderna és que Enya no ofereix pas concerts.

## Discografia
- Enya (1987) La BBC preparava una sèrie documental sobre la vida dels celtes anomenada the Celts (els celtes) i va encarregar a Enya la banda sonora: la composició, que va comportar deu mesos de treball, va agradar tant a la BBC que es va decidir a publicar-ne una selecció com a disc independent, fins i tot abans que la sèrie fos emesa. El títol va ser-hi simplement el d'"Enya".

- Watermark (1988) És el disc amb el qual la cantant irlandesa es va donar a conèixer a escala mundial.[2]A més de l'èxit comercial del single "Orinoco Flow", és un treball que conté cançons en llatí, com ara "Cursum perficio", o en gaèlic, com "Na Laetha geal m'óige". Tanmateix hi inclou lletres en anglès tant populars com "Orinoco flow".

- Shepherd Moons (1991) Segueix amb l'estructura establerta en el seu darrer àlbum i la consolida. "Shepherd Moons" conté un dels seus majors èxits, "Caribbean Blue", així com altres cançons com "Book of Days" o "Ebudæ", emprades en l'ambientació de pel·lícules produïdes per aquella època, com Un horitzó molt llunyà (títol original en anglès, Far and Away), amb música de John Williams, on els productors van triar per promocionar el film un remix de la cançó Book of Days.[3]

- The Celts (1992) És una reedició del seu primer àlbum que millora el so de la gravació original i substitueix la cançó "Portrait" per una altra versió 'Out of the Blue'.

- The Memory of Trees (1995) És el disc instrumentalment més complex mai creat per Enya. "The Memory of Trees" és la cançó que obre el disc i que dona nom a l'àlbum, ve seguida per la famosa "Anywhere Is". El disc conté sons molt més complexos i cors de veus molt elaborats. A l'Estat Espanyol arribà a col·locar-se durant diverses setmanes a la llista dels més venuts.

- Paint The Sky With Stars (1997) Recopilatori al qual Enya qualifica de diari musical que inclou dues cançons noves: "Only If...", que fins i tot va arribar a l'octava posició de la llista dels 40 principals, a més inclou el tema que dona nom a l'àlbum (paint the sky with stars). En aquest any Enya també va publicar "A Box of Dreams" on la recopilació de temes de la seva carrera es fa molt més extensiva al llarg de tres àlbums temàtics especials: Oceans, Clouds i Stars.

- A Day Without Rain (2000) El disc més venut d'Enya, sobretot gràcies a la tragèdia de l'11-S i al fet que el famosíssim "Only Time" va ser emprat per il·lustrar l'esdeveniment a les televisions i ràdios dels Estats Units.[4] Artísticament parlant, podria considerar-se la seva visió de les quatre estacions de l'any. És molt breu i presenta com a novetat el major pes que dona als sons de corda (violins i violoncels, sobretot en "pizzicato").[5]

- Amarantine (2005) Després de l'èxit obtingut el 2002 per la seva col·laboració a la primera de les pel·lícules d'"El Senyor dels Anells", tres anys més tard va arribar el treball més recent de la irlandesa, al qual s'han incorporat un grapat d'innovacions formals. En aquest disc, d'atmosfera molt més calmada que el seu anterior treball i on es pot apreciar la seva veu de manera molt més directa, hi ha tres cançons en una llengua fictícia, el "loxian", creada pel seu lletrista, Roma Ryan. Per primera vegada no hi ha cap tema en llatí o gaèlic i n'hi ha un en japonès: "Sumiregusa". No obstant l'edició especial nadalenca del 2006 sí que inclou un tema en llatí: la nadala clàssica "Adeste Fideles", inclosa juntament amb altres tres més: "We Wish you a Merry Christmas", "The Magic of the Night" i "Christmas Secrets".

- And Winter Came... (2008)
- Dark Sky Island (2015)

## Guardons
Premis
- 1993: Grammy al millor àlbum de new-age
- 1997: Grammy al millor àlbum de new-age
- 2002: Grammy al millor àlbum de new-age
- 2007: Grammy al millor àlbum de new-age

Nominacions
- 1990: Grammy al millor àlbum de new-age
- 2017: Grammy al millor àlbum de new-age